# Terrorisme en 1981

## Événements

### Février
- 5 février, Espagne : assassinat par ETA d’un cadre dirigeant de la centrale nucléaire de Lemóniz[1].

### Avril
- 16 avril, France : une bombe explose à l'aéroport d'Ajaccio lors de l'arrivée du président Giscard d'Estaing, faisant un mort et huit blessés[2],[3].

### Mai
- 16 mai, États-Unis : une explosion dans les toilettes du terminal Pan Am de l'aéroport Kennedy de New York fait un mort. L'attaque est revendiquée par le groupe « Résistance armée portoricaine »[4].

### Octobre
- 20 octobre, Belgique : un attentat à la voiture piégée contre une synagogue d'Anvers fait trois morts et une soixantaine de blessés[5],[6].

### Novembre
- 29 novembre, Syrie : un attentat à la voiture piégée dans le quartier d'Ezbekieh à Damas, revendiqué par les Frères musulmans, fait cent soixante-quinze morts[réf. souhaitée].

### Décembre
- 15 décembre, Liban : un attentat à la voiture piégée contre l'ambassade irakienne à Beyrouth fait trente morts. Il n'est pas revendiqué[7].